# Murdżana
Murdżana – wieś w Syrii, w muhafazie Damaszek. W 2004 roku liczyła 559 mieszkańców.